# Irma Grese
Irma Ida Ilse Grese (Wrechen, 7 de outubro de 1923 – Hameln, 13 de dezembro de 1945) foi uma guarda feminina nos campos de concentração de Auschwitz-Birkenau, Bergen-Belsen e Ravensbruck, durante a Segunda Guerra Mundial. Apelidada pelos prisioneiros destes campos de  "Cadela de Belsen" e "a Hiena de Auschwitz", pelo seu comportamento sádico e perverso. Foi uma das mais cruéis e notórias criminosas de guerra nazistas, executada na forca pelos Aliados, ao fim do conflito.

## Biografia
Filha de um leiteiro filiado ao Partido Nazista e de uma mãe suicida, Irma deixou a escola aos quinze anos de idade, devido ao pouco empenho aos estudos e a seus interesses fanáticos em participar da Bund Deutscher Mädel (Liga da Juventude Feminina Alemã), que seu pai não aprovava. Entre outras atividades, trabalhou numa fazenda, numa loja e dois anos num sanatório da SS, onde tentou, sem sucesso, se formar como enfermeira.

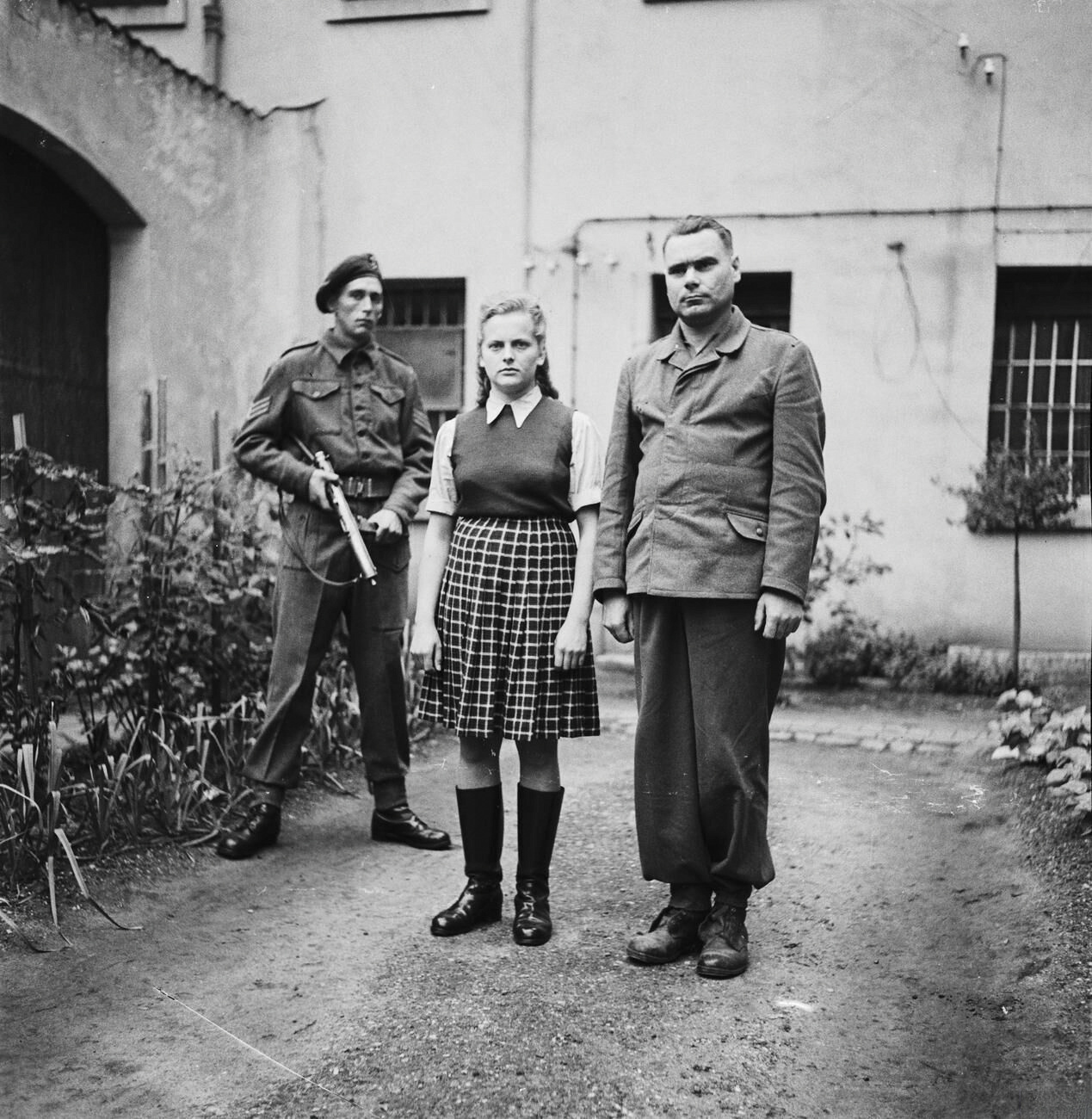
Irma Grese e Josef Kramer detidos pelas autoridades britânicas pouco depois da libertação do Campo de concentração de Bergen-Belsen.

Em julho de 1942, com 18 anos, se apresentou como voluntária para treinamento no campo de Ravensbruck, o que fez com que fosse expulsa de casa pelo pai, contrário a este trabalho. De 1943 a 1945 atuou em Ravensbruck, Auschwitz-Birkenau e Bergen-Belsen, três campos nazistas de concentração e de extermínio, sendo presa em 15 de abril de 1945 pelos britânicos, no último deles, junto a outros integrantes da SS.
Irma foi um dos principais réus no julgamento de criminosos de guerra de Belsen, realizado de setembro a dezembro de 1945. Sobreviventes dos campos testemunharam contra ela, acusando-a de assassinatos e torturas. Sempre usando pesadas botas, chicote e um coldre com pistola. Entre outros atos, Irma era conhecida por jogar cachorros em cima dos presos para devorá-los, assassinar internos a tiros, a sangue-frio, torturas de crianças, abusos sexuais e surras sádicas com chicote até à morte. Em seu alojamento após a captura do campo, foram encontrados abajures com as cúpulas feitas de pele humana de três prisioneiros judeus, assassinados e escalpelados por ela.
Condenada à forca aos 22 anos - a mais jovem condenada à morte sob leis britânicas no século XX - foi executada na prisão de Hameln, Alemanha, em 13 de dezembro de 1945. Suas últimas palavras ao carrasco foram: "Schnell!" (Rápido!).
O aviador naval britânico Eric Brown, fluente em alemão e que interrogou vários criminosos nazistas nos Julgamentos de Nuremberg, disse sobre Irma Grese: "o pior ser humano que eu já conheci".